# Renanthera breviflora
Renanthera breviflora là một loài thực vật có hoa trong họ Lan. Loài này được (Rchb.f.) R.Rice & J.J.Wood mô tả khoa học đầu tiên năm 2003.